# Louis Marie Bretagne de Rohan-Chabot

Wappen der Rohan-Chabot

Louis-Marie-Bretagne Dominique de Rohan-Chabot (* 17. Januar 1710; † 28. November 1791 in Nizza) aus der Familie Rohan-Chabot war ein französischer Adliger und Militär. 
Er war (1738) 4. Duc de Rohan, 3. Duc de Roquelaure et du Lude, 7. Prince de Léon, Pair de France, Comte de Porhoët, d’Astarac et de Moret, Marquis de Blain et de Biran, Baron de Montesquiou etc.

## Leben
Louis-Marie-Bretagne Dominique de Rohan-Chabot ist der älteste Sohn von Louis II. Bretagne Alain de Rohan-Chabot (1679–1738), 3. Duc de Rohan, und Françoise de Roquelaure (1682/83 –1741), und wurde anfangs Comte de Porhoët genannt.
In seiner Militärlaufbahn wurde er am 10. Februar 1723 zum Lieutenant réformé à la suite und am 1. Mai 1723 zum Capitaine réformé à la suite des Régiment de Lorraine cavalerie ernannt. Am 18. August 1727 wurde er durch den Rücktritt seines Vaters Duc de Rohan.
Zu Beginn des Polnischen Thronfolgekriegs (1733–1738) nahm er an der Belagerung von Kehl (Oktober 1733) teil. Am 10. März 1734 erhielt er das Régiment de Vermandois, das er beim Angriff auf die Ettlinger Linie (Mai) und bei der Belagerung von Philippsburg (Juni/Juli) sowie im Gefecht bei Klausen (20. Oktober 1735) befehligte. Am 16. April 1738 wurde er Colonel eines Infanterieregiments seines Namens (Régiment de Rohan) und gab das Régiment de Vermandois ab. Nach dem Tod seines Vaters am 10. August desselben Jahres wurde er Duc de Rohan-Chabot und Pair de France. 
Im Österreichischen Erbfolgekrieg (1740–1748) kommandierte sein Regiment im Januar 1742 beim Verlust von Linz. Am 30. Januar 1743 wurde er zum Gouverneur von Lectoure und am 20. Februar Brigadier ernannt und in dieser Eigenschaft am 1. April in der Rheinarmee eingesetzt; am 27. Juni kommandierte er seine Brigade in der Schlacht bei Dettingen. Er befehligte sie auch 1744 bei den Belagerungen von Menen, Veurne, Ypern und im Feldlager von Kortrijk. Im Januar 1745 gab er sein Regiment ab.
Am 18. Februar 1751 wurde er als Pair ins Parlement de Paris aufgenommen. Am 25. Juli 1762 wurde er zum Maréchal de camp ernannt; in dieser Funktion wurde ihm am 6. Juli 1764 seitens des Königs Ludwig XV. das Recht bestätigt, mit den Würden eines Cousin du Roi behandelt zu werden. Am 5. Dezember 1781 wurde er zum Lieutenant-général des Armées du Roi befördert. Er war noch unter den Offizieren dieses Ranges, die 1791 angestellt wurden, starb dann aber am 28. Oktober 1791 im Exil in Nizza im Alter von 81 Jahren. Da alle seine Nachkommen schon lange vor ihm verstorben waren, gingen seine Titel an seinen Vetter Louis-Antoine de Rohan-Chabot.

## Ehe und Nachkommen
Er heiratete am 29. Dezember 1735 Charlotte Rosalie de Chatillon (* 1. Mai 1719; † 6. April 1753), Tochter von Alexis Madeleine Rosalie, Duc de Châtillon, Pair de France, und Charlotte Voisin; ihre Kinder sind:
- Tochter (* 24. November 1739; † kurz darauf)
- Marie-Rosalie (* 6. August 1741; † jung)
- Gabrielle-Sophie (* 27. Februar 1743; † 24. Juli 1757)
- Louis Bretagne Charles (* 12. November 1747; † 27. April 1757), Prince de Léon

Am 23. Mai 1758 heiratete er in zweiter Ehe Charlotte Emilie de Crussol d’Uzès (* 16. Oktober 1732; † August 1791) Tochter von Charles Emmanuel de Crussol, Duc d’Uzès, Pair de France, und Émilie de La Rochefocauld. Die Ehe blieb ohne Nachkommen.